# Lijevi Štefanki
Lijevi Štefanki is een plaats in de gemeente Pokupsko in de Kroatische provincie Zagreb. De plaats telt 254 inwoners (2001).